# Рыльково (Московская область)
Рыльково — деревня в Можайском районе Московской области, в составе городского поселения Можайск. Численность постоянного населения по Всероссийской переписи 2010 года — 70 человек. До 2006 года Рыльково входило в состав Кожуховского сельского округа.
Деревня расположена в центральной части района, на реке Ведомка (правый приток Москвы-реки), примерно в 1 км к юго-востоку от Можайска, высота центра над уровнем моря 194 м. Ближайшие населённые пункты — посёлок Строитель, деревни Кожухово и Отяково.